# J. Lister Hill
Joseph Lister Hill, född 29 december 1894 i Montgomery i Alabama, död 21 december 1984 i Montgomery i Alabama, var en amerikansk demokratisk politiker. Han representerade delstaten Alabama i båda kamrarna av USA:s kongress, först i representanthuset 1923–1938 och sedan i senaten 1938–1969.
Hill studerade vid University of Alabama, University of Michigan och Columbia University. Han inledde 1916 sin karriär som advokat i Montgomery. Han tjänstgjorde i USA:s armé i första världskriget.
Kongressledamot John R. Tyson avled 1923 i ämbetet. Hill vann fyllnadsvalet och efterträdde Tyson i representanthuset. Han omvaldes sju gånger. Han gifte sig 1928 med Henrietta Fontaine McCormick. Han efterträdde i januari 1938 Dixie Bibb Graves som senator för Alabama. Han omvaldes 1938, 1944, 1950, 1956 och 1962. Han var demokratisk whip i senaten 1941–1947. Hill efterträddes som senator av James Allen.
Hill var metodist. Hans grav finns på Greenwood Cemetery i Montgomery.